# Оранжевотеменна червейоядка
Оранжевотеменните червейоядки (Leiothlypis celata) са вид дребни птици от семейство Певачови (Parulidae).
Те са прелетни птици, които гнездят в открити местности в Аляска, Канада и западните части на Съединените щати и зимуват в Мексико и южната част на Съединените щати. Достигат до дължина 12 – 13 сантиметра и маса 9 грама. Хранят се с насекоми, плодове и цветен нектар.